# Восточное побережье Астурии
Восточное побережье Астурии представляет собой прибрежную полосу Кантабрийского моря, расположенную в восточной части княжества Астурия, с 1994 года охраняемый ландшафт (исп.  Paisaje protegido de la Costa Oriental).

## Описание
По поводу границ восточного побережья Астурии, мнения расходятся. Эмилио Ариха Риварес в своей работе «География Испании» считает, что восточное побережье Астурии включает территорию от Сан-Висенте-де-ла-Баркера в Кантабрии до Рибадесельи, другие авторы, такие как Алехандро дель Рио Фернандес, устанавливают, что восточное побережье простирается от прихода Коломбрес до муниципалитета (concejo) Вильявисиоса. Таким образом, если рассматривать тот, который идет от муниципалитета Рибадедева до Вильявикоса, то представляется прибрежный участок с двумя четко определенными частями:
- область, которая включает в себя прибрежную полосу длиной 30 км и шириной от 1 до 4 км и составляет 4666 га между муниципалитетами Льянес и Рибадедева, что составляет так называемый «Заповедный ландшафт восточного побережья»[4]. Речь идет о районе скал с внешними и внутренними пляжами, такими как пляж Гулпиюри или Кобихеру. Эта прибрежная зона включает в себя пляжи муниципалитетов Льянес и Рибадедева. Это область важной геологической ценности из-за плоских поверхностей, возникших в доисторические периоды между Сьерра-де-Куэра и морскими скалами. Она также представляют растительность на самом пляже, и, несмотря на то, что в охраняемой ландшафтной зоне из флоры особо нечего выделить, можно упомянуть наличие диких оливковых деревьев. С другой стороны, что касается фауны, можно выделить районы утесов, поскольку они являются местами гнездования морских птиц, таких как баклан и буревестник.
- область между муниципалитетами Рибадеселья и Вильявисиоса, которая для некоторых авторов является частью центрального побережья, и на которой, за немногими исключениями, есть несколько пляжей, классифицированных как ZEPA, как LIC и даже как памятник природы, несмотря на то, что они не входят в «Охраняемый ландшафт Восточного побережья»[5], например, район Риа-де-Вильявисиоса, объявленный частичным заповедником.

## Характеристика
Побережье Астурии от Ункеры до Рибадесельи в основном прямолинейно, но можно наблюдать большое разнообразие форм, вызванных карстификацией. Таким образом, можно различить вертикальные или субвертикальные клифы, воронки, пещеры, дыхалы (исп. bufon, bufadero).
Район от Селорио до Сантьюсте богат дыхалами, такими как Сантьюсте, Аренильяс или Приа.
Очень близко к морю проходит гряда Сьерра-де-Куэра, так что прибрежная полоса иногда имеет ширину всего от одного до пяти километров, что делает невозможным образование глубоких эстуариев и речных устьев, как следствие, отсутствуют хорошие естественные гавани.
Важным портом в этом районе можно считать Льянес, хотя мало что осталось от того времени, когда он был китобойным и прибрежным рыболовецким портом. Ещё одним портом, который следует упомянуть, является Рибадеселья, когда-то главный порт ловли анчоусов на астурийском побережье, позднее сменивший профиль с рыбной ловли на полезные ископаемые, особенно плавиковый шпат.
Это побережье представляет собой такую ландшафтную среду, что, за исключением нескольких конкретных случаев в муниципалитетах Колунга и Каравия, практически все его пляжи в большей или меньшей степени защищены как растительностью, так и карстовой морфологией. а также имеют гнездовья морских птиц.